# Sông Đắk Klau
Sông Đắk Klau (tên khác: Sông Đắk Khau, Sông Đắk KLo Ou) là một con sông đổ ra sông Srêpốk. Sông có chiều dài 75 km và diện tích lưu vực là 306 km². Sông Đắk Klau chảy qua các tỉnh Đắk Nông, Đắk Lắk.